# Zașkiv, Zolociv
Zașkiv (în ucraineană Зашків) este un sat în comuna Holohorî din raionul Zolociv, regiunea Liov, Ucraina.

## Demografie
Componența lingvistică a localității Zașkiv
     Ucraineană (100%)
Conform recensământului din 2001, toată populația localității Zașkiv era vorbitoare de ucraineană (100%).